# Josh Knight
Joshua Michael Knight, noto semplicemente come Josh Knight (Leicester, 7 settembre 1997), è un calciatore inglese, difensore dell'Hannover 96.

## Carriera
Cresciuto nel settore giovanile del Leicester City, debutta in prima squadra il 22 agosto 2018 in occasione dell'incontro di Coppa di Lega vinto 4-1 contro lo Sheffield Utd.
Nel gennaio 2019 viene ceduto in prestito al Peterborough Utd in Football League One, trasferimento poi esteso anche per la stagione 2019-2020.
Il 5 ottobre 2020 passa in prestito al Wycombe dove debutta in Championship; il 2 luglio 2021 si trasferisce al Peterborough United a titolo definitivo.
Nel 2024 si trasferisce all'Hannover 96, nella seconda divisione tedesca.

## Statistiche
Statistiche aggiornate al 17 dicembre 2021.

### Presenze e reti nei club
| Stagione        | Squadra          | Campionato      | Campionato | Campionato | Coppe nazionali | Coppe nazionali | Coppe nazionali | Coppe continentali | Coppe continentali | Coppe continentali | Altre coppe | Altre coppe | Altre coppe | Totale | Totale | Totale |
| Stagione        | Squadra          | Comp            | Pres       | Reti       | Comp            | Pres            | Reti            | Comp               | Pres               | Reti               | Comp        | Pres        | Reti        | Pres   | Reti   |        |
| --------------- | ---------------- | --------------- | ---------- | ---------- | --------------- | --------------- | --------------- | ------------------ | ------------------ | ------------------ | ----------- | ----------- | ----------- | ------ | ------ | ------ |
| 2017-2018       | Leicester City   | PL              | 0          | 0          | FACup+CdL       | 0+1             | 0               |                    | -                  | -                  |             | -           | -           | 1      | 0      |        |
| 2018-gen. 2019  | Leicester City   | PL              | 0          | 0          | FACup+CdL       | 0               | 0               |                    | -                  | -                  |             | -           | -           | 0      | 0      |        |
| gen.-giu. 2019  | Peterborough Utd | FL1             | 8          | 0          | FACup+CdL       | 0               | 0               |                    | -                  | -                  | EFL Trophy  | 0           | 0           | 8      | 0      |        |
| 2019-2020       | Peterborough Utd | FL2             | 24         | 3          | FACup+CdL       | 0+1             | 0               |                    | -                  | -                  | EFL Trophy  | 1           | 0           | 26     | 3      |        |
| 2020-2021       | Wycombe          | FLC             | 37         | 1          | FACup+CdL       | 2+0             | 1+0             |                    | -                  | -                  |             | -           | -           | 39     | 2      |        |
| 2021-2022       | Peterborough Utd | FLC             | 13         | 0          | FACup+CdL       | 0+1             | 0               |                    | -                  | -                  |             | -           | -           | 14     | 0      |        |
| Totale carriera | Totale carriera  | Totale carriera | 82         | 4          |                 | 6               | 1               |                    | -                  | -                  |             | 1           | 0           | 89     | 5      |        |

## Palmarès

### Club

#### Competizioni nazionali
- Football League Trophy: 1

Peterborough United: 2023-2024